# Stanisław Wrona-Merski
Stanisław Wrona, ps. „Merski” (ur. 2 lutego 1893 w Żółkiewce, zm. 5 marca 1963 w Warszawie) – działacz niepodległościowy i ludowy, publicysta, lekarz, poseł na Sejm I i II kadencji w II RP, po II wojnie światowej poseł do Krajowej Rady Narodowej i na Sejm Ustawodawczy.

## Życiorys
Urodził się 2 lutego 1893 w Żółkiewce, w ówczesnym powiecie krasnostawskim guberni lubelskiej, w rodzinie Jana i Zofii z Menckich.
Podczas I wojny światowej działał w Legionach Polskich oraz w Polskiej Organizacji Wojskowej. Studiował na Wydziałach Lekarskich Uniwersytetów Jagiellońskiego i Warszawskiego, uzyskując tytuł doktora wszechnauk lekarskich.
Od 1916 do 1926 należał do Polskiego Stronnictwa Ludowego „Wyzwolenie”. Z jego listy sprawował w latach 1922–1927 mandat posła na Sejm I kadencji. W 1926 poparł przewrót majowy. W latach 1926–1931 był członkiem Stronnictwa Chłopskiego (od 1930 do 1931 prezesem Centralnego Komitetu Wykonawczego). Od 1928 do 1930 posłował na Sejm II kadencji. 6 września 1930 został członkiem Państwowej Komisji Wyborczej z ramienia Stronnictwa Chłopskiego przed wyborami parlamentarnymi w 1930. W 1930 był więziony. Po zjednoczeniu ruchu ludowego od 1931 do 1934 należał do Stronnictwa Ludowego, w którym pełnił funkcję prezesa Naczelnego Komitetu Wykonawczego. W 1934 współtworzył pismo frakcyjne „Polska Ludowa”. We wrześniu tego samego roku został usunięty ze Stronnictwa Ludowego za działalność rozłamową (tzw. „problem dra Wrony”). W 1935 był założycielem i prezesem reaktywowanego Stronnictwa Chłopskiego, z którego również został wkrótce wykluczony, po czym wycofał się z życia politycznego. 17 marca 1938 został odznaczony Krzyżem Niepodległości „za pracę w dziele odzyskania niepodległości”.
W okresie II wojny światowej więziony był w obozach koncentracyjnych w Auschwitz-Birkenau i na Majdanku. 
Po wojnie powrócił do polityki w barwach lubelskiego Stronnictwa Ludowego, od 1946 do 1948 zasiadał w jego Radzie Naczelnej. W latach 1945–1947 był posłem do Krajowej Rady Narodowej, a następnie do 1948 na Sejm Ustawodawczy. Od 1960 należał do Zjednoczonego Stronnictwa Ludowego.